# Pełnomocnik Rządu do Spraw Bezpieczeństwa Żywności
Pełnomocnik Rządu do Spraw Bezpieczeństwa Żywności – jednostka organizacyjna Ministerstwa Rolnictwa i Rozwoju Wsi, istniejąca od maja do października 2001 r., powołana w celu opracowanie strategii bezpieczeństwa żywności, zapewnienia jakości żywności i implementacji przepisów w zakresie prawa żywnościowego.

## Powołanie Pełnomocnika
Na podstawie rozporządzenie Rady Ministrów z 2001 r. w sprawie ustanowienia Pełnomocnika Rządu do Spraw Bezpieczeństwa Żywności ustanowiono Pełnomocnika. Powołanie Pełnomocnika pozostawało w ścisłym związku z ustawą z 1996 r. o organizacji i trybie pracy Rady Ministrów oraz o zakresie działania ministrów.
Pełnomocnikiem Rządu był sekretarz stanu w Ministerstwie Rolnictwa i Rozwoju Wsi.

## Zadania Pełnomocnika
Do zadań Pełnomocnika należało:
- przygotowanie, w porozumieniu z ministrami właściwymi do spraw administracji publicznej, rolnictwa, rynków rolnych, zdrowia i Prezesem Urzędu Ochrony Konkurencji i Konsumentów oraz z uwzględnieniem wymagań Unii Europejskiej, koncepcji struktury administracji rządowej oraz systemu koordynowania działań organów tej administracji na rzecz zapewnienia właściwej jakości żywności, w szczególności w zakresie nadzoru nad produkcją i obrotem artykułami rolno-spożywczymi, zwierzętami oraz środkami żywienia zwierząt i środkami ochrony roślin,
- opracowanie strategii bezpieczeństwa żywności.

Organy administracji rządowej zobowiązane były do współdziałania i udzielania pomocy Pełnomocnikowi, w szczególności przez udostępnianie informacji i dokumentów niezbędnych do realizacji jego zadań.
Pełnomocnik współpracował z właściwymi organami administracji publicznej w zakresie ich odpowiedzialności za bezpieczeństwo zdrowotne oraz właściwą jakość i prawidłowy obrót żywnością.
Pełnomocnik organizował działania wspierające implementacje przepisów w zakresie prawa żywnościowego oraz standardów wprowadzonych w ramach harmonizacji z przepisami i standardami technicznymi Unii Europejskiej.
Pełnomocnik mógł powoływać zespoły o charakterze opiniodawczym lub do opracowania określonych zagadnień oraz zlecać przeprowadzenie ekspertyz.
Pełnomocnik mógł za zgodą Prezesa Rady Ministrów, wnosić opracowane przez siebie projekty dokumentów rządowych, w tym aktów prawnych, wynikających z zakresu jego działania, do rozpatrzenia przez Radę Ministrów.

## Obowiązki Pełnomocnika
Pełnomocnik przedstawiał Radzie Ministrów:
- analizy, oceny i wnioski związane z zakresem jego działania,
- okresowe informacje o swojej pracy.

Pełnomocnik informował Prezesa Rady Ministrów o wszystkich zagrożeniach realizacji zadań.  
Wydatki związane z działalnością Pełnomocnika pokrywane były z budżetu państwa z części, której dysponentem jest minister właściwy do spraw rynków rolnych.
Obsługę organizacyjno-prawną, techniczną i kancelaryjno-biurową Pełnomocnika zapewniało Ministerstwo Rolnictwa i Rozwoju Wsi.

## Zniesienie urzędu Pełnomocnika
Na podstawie rozporządzenia Rady Ministrów z 2001 r. w sprawie zniesienia niektórych pełnomocników Rządu zlikwidowano urząd Pełnomocnika.